# Червоний Шлях (Пуховицький район)
Червоний Шлях або Розпуття (біл. Чырвоны Шлях) — село в складі Пуховицького району Мінської області, Білорусь. Село підпорядковане Пережирській сільській раді, розташоване в центральній частині області.